# Khanapur B, Basavakalyan
Khanapur B là một làng thuộc tehsil Basavakalyan, huyện Bidar, bang Karnataka, Ấn Độ.